# Antonio Gómez Robledo
Antonio Gómez Robledo (Guadalajara, Jalisco, 7 de noviembre de 1908 - Ciudad de México, 3 de octubre de 1994) fue un académico, diplomático y jurista mexicano.
Fue miembro de El Colegio Nacional y de la Academia Mexicana de la Lengua. Se desempeñó como miembro del Servicio Exterior mexicano, llegando a ser Embajador de su país ante distintos organismos internacionales y ante diversos países.
Es reconocido por su obra erudita relacionada primordialmente con Platón, así como con Sócrates y Aristóteles, entre otros notables pensadores europeos de diversas épocas, merecen también reconocimiento especial sus ensayos sobre la justicia y el derecho internacional.

## Estudios y labores académicas
Antonio Gómez Robledo fue hijo de Antonio Gómez Palomar, perteneciente a una importante familia jalisciense, y de la alteña Mercedes Robledo de la Torre (de familia oriunda de Tepatitlán). Nació en el barrio de San Felipe de Guadalajara y en esa ciudad hizo sus estudios hasta recibirse como licenciado en Derecho por la Universidad de Guadalajara. En 1929-1930 formó parte del grupo de escritores que publicó Bandera de Provincias,  revista que reunió a un grupo muy notable de intelectuales y donde por primera vez en Iberoamérica se tradujeron, por ejemplo, textos de James Joyce o Paul Claudel
Recibió el doctorado en Filosofía en la Universidad Nacional Autónoma de México. Hizo estudios en la Facultad de Derecho de París, en la Academia de Derecho Internacional de La Haya, en la Universidad de Fordham en Nueva York y en la Universidad Federal de Río de Janeiro en Brasil.
A partir de 1939 fue maestro de la Escuela Nacional Preparatoria y la Facultad de Filosofía y Letras de la Universidad Nacional Autónoma de México. Dirigió el seminario de traducción de textos clásicos y fue director del Centro de Estudios Filosóficos, que más tarde se convirtió en Instituto de Estudios Filosóficos. Impartió cátedra en el Instituto Tecnológico y de Estudios Superiores de Monterrey. También fue catedrático en el Perú y en Cuba.
Ingresó a la Academia Mexicana de la Lengua el 14 de diciembre de 1955, donde ocupó el sillón XXVII. Fue elegido miembro de El Colegio Nacional el 7 de noviembre de 1960. Fue miembro de la American Society of International Law, de la Société Européenne de Culture en Venecia y del Instituto Hispano Luso Americano de Derecho Internacional.
Recibió el diploma cum laude del Heroico Colegio Militar por su labor de orientación de 1958 a 1964. En 1968 recibió el Premio Elías Sourasky. En 1976 fue galardonado con el Premio Nacional de Ciencias y Artes en el área de Lingüística y Literatura. En 1987 recibió el Premio Maestro Emérito Jorge Sánchez Cordero, así como con el Premio Jalisco en 1988. La Universidad Nacional Autónoma de México le concedió la Medalla Justo Sierra al mérito universitario. Recibió las bandas de las órdenes Cruzeiro do Sul de Brasil, Orden del Mérito de Italia, y Orden del Fénix de Grecia.
Fue hermano de dos jesuitas, el también escritor y filósofo Xavier Gómez Robledo y el profesor de teología Ignacio Gómez Robledo.

## En el Servicio Exterior Mexicano
En 1936 ingresó al Servicio Exterior Mexicano, lo cual le permitió viajar alrededor del mundo y relacionarse con escritores y filósofos europeos, estadounidenses, iberoamericanos y orientales; además asistió a congresos y simposios donde frecuentemente era expositor.
De 1951 a 1954 representó a México ante la Organización de Estados Americanos (OEA), en Washington, D. C. Fue luego Embajador de México en Brasil, Italia (concurrente en Túnez), Grecia (concurrente en Chipre) y Suiza. Fue nombrado Embajador Emérito de México en 1992.
Como parte de su labor como Embajador ante la República Italiana (1967-1971) fue responsable de la repatriación a México de los restos del héroe mexicano preindependentista Francisco Xavier Clavijero, SJ, y de algunos de los otros miembros de esa generación de intelectuales jesuitas mexicanos exiliados en 1767 por órdenes de Carlos III.
Varios de sus libros abordan temas relacionados con la política exterior de México, entre los que destacan México en Ginebra (1932), Los Convenios de Bucareli ante el derecho internacional (1938), Política de Vitoria (1940), Etopeya del monroísmo (1939), Idea y experiencia de América (1958), La seguridad colectiva en el continente americano (1960), Meditación sobre la justicia (1963), México en el arbitraje internacional (1965) y Notas sobre la doctrina Estrada (1986).

## Intelectual católico
El joven Antonio Gómez Robledo fue impactado por los acontecimientos revolucionarios de su tiempo, en particular por la Guerra Cristera, muy cruenta en su estado natal, que conmovió y afrentó a la gran mayoría católica mexicana. Destaca en este sentido su libro Anacleto González Flores (1947), sobre uno de los más notables líderes católicos, con quien tuvo una relación personal y de cuyo asesinato en 1927 fue víctima colateral (Gómez Robledo, liberado de manos de los esbirros que mataron a González Flores gracias a la intervención de su tío Juan de Dios Robledo, político importante, tuvo que huir a la capital).
También fue gran amigo de Efraín González Luna, Agustín Yáñez, Octaviano Valdés y muchos otros intelectuales con quienes compartió el entusiasmo por los escritores católicos contemporáneos, en particular los franceses, entre los cuales conoció personalmente a Paul Claudel. 
Escribió varias obras sobre el pensamiento católico, como Cristianismo y filosofía de la experiencia agustiniana (1942), Política de Vitoria (1940) y El caso Lefèbvre (1991), sobre el obispo francés. Las referencias religiosas son frecuentes a lo largo de toda su obra, como puede apreciarse en su libro Meditación sobre la justicia (1963), que tiene como punto de partida el juicio a Jesús de Nazaret. En 1988 publicó el libro El pensamiento filosófico de Edith Stein, sobre la notable pensadora judía convertida al catolicismo, que murió martirizada en Auschwitz y fue canonizada en 1998.
Además de sus escritos originales, Gómez Robledo produjo extraordinarias traducciones de los clásicos griegos y latinos, publicadas en la Bibliotheca Graecorum et Romanorum de la UNAM.

## Obras
La gran notoriedad de Gómez Robledo se debe en buena medida a su libro Platón, los seis grandes temas de su filosofía (1974), aunado a La justicia de Platón, publicado en 1986. En 1966 ya había publicado Sócrates y el socratismo y en 1992 presentó diversos textos sobre Sócrates que organizó en un libro denominado Varia Socrática. Tradujo la Ética Eudemia, la Ética Nicomaquea y la Política de Aristóteles, así como la República de Platón.
En torno a temas de filosofía escribió y publicó en 1957 el Ensayo sobre las virtudes intelectuales, en 1988 El pensamiento filosófico de Edith Stein, en 1975, en dos volúmenes, su Dante Alighieri y en 1992 sus Estudios Pascalianos.
En 1993 junto con la Varia Socrática publicó también la traducción de Marco Aurelio, Pensamientos, quizá la última de sus obras. No escapó a sus meditaciones el tema mexicano: en 1985 vio la luz Raíces ideológicas de la Revolución de Independencia.
En el año 2001, el Colegio Nacional publicó sus obras completas en doce volúmenes, distribuidos de la siguiente manera:
1. Filosofía. Artículos varios. 
  1. "La ciencia como virtud intelectual". p. 348-375.
  2. "Ciencia y filosofía". p. 1-3.
  3. "La democracia ateniense". p. 562-576.
  4. "La doctrina del justo medio". p. 9-17.
  5. "Ensayo sobre las virtudes intelectuales". p. 319-347.
  6. "La ética de los valores. Notas a la axiología de Hartman". p. 235-250.
  7. "La ética de San Agustín". p. 284-318.
  8. "Filosofía aristotélica del arte". p. 251-283.
  9. "Historia y arte".p. 65-77.
  10. "Introducción a la ética aristotélica". p. 166-234.
  11. "La justicia en Aristóteles". p. 509-561.
  12. "La justicia en Platón" p. 474-499.
  13. "La ley en el pensamiento platónico". p. 500-508.
  14. "La libertad interior en Montaigne". p 577-601.
  15. "El pensamiento filosófico mexicano". p. 87-105.
  16. "Principios de ontología aristotélica". p. 78-86.
  17. "Reflexiones sobre Bergson I y II". p. 33-64.
  18. "La sabiduría en Aristóteles". p. 346-411.
  19. "Ser y valor". p. 412-440.
  20. "Sócrates y Jesús". p. 441-473.
  21. "Teodicea en Aristóteles". p. 18-32.
  22. "La teoría de las pasiones en Descartes y en la tradición filosófica". p. 148-165.
  23. "Los valores y la justicia". p. 4-8.
  24. "Vida y pensamiento de Descartes". p. 126-147.
  25. "Vitoria, comentador de Santo Tomás". p. 106-125.
2. Prólogos, libros, reseñas bibliográficas.
  1. Prólogos:
    1. De los deberes de Cicerón. p. 7-21.
    2. Ética eudemia de Aristóteles. p. 280-300.
    3. Ética nicomaquea de Aristóteles. p. 208-233.
    4. Política de Aristóteles. p. 208-233.
    5. Pensamientos de Marco Aurelio. p. 234-279.

  2. Libros:
    1. La estética de Tomás de Aquino en el pensamiento de Umberto Eco. p. 303-326.
    2. Estudios pascalianos. p- 385-472.
    3. El pensamiento filosófico de Edith Stein. p. 327-384.

  3. Reseñas:
    1. "Homenaje a Antonio Caso". p. 1-6.
    2. Reseñas bibliográficas. p. 476-507.
3. Filosofía. 
  1. Cristianismo y Filosofía en la Experiencia Agustiniana. p. 3-78.
  2. Ensayo sobre las virtudes intelectuales. p. 313-552.
  3. La filosofía en el Brasil. p. 79-312.
  4. Meditación sobre la justicia. p. 553-727.
4. Filosofía.
  1. Platón. Los seis grandes temas de su filosofía. p. 253-936.
  2. Sócrates y el socratismo. p. 1-250.
5. Derecho.
6. Derecho
7. Derecho
8. Derecho
9. Derecho
10. Historia.
11. Literatura y arte.
12. Opera varia.

## Jurista
Publicó una buena cantidad de libros de meditaciones sobre temas jurídicos de gran importancia en el pensamiento político, ético y social. Entre ellos destacan Fundadores del Derecho Internacional: Vitoria, Gentili, Suárez, Grocio (1989), Vallarta internacionalista (1987), El magisterio filosófico y jurídico de Alonso de la Veracruz-: con una antología de textos (1984), El ius cogens internacional: estudio histórico crítico (1982), Los orígenes del derecho internacional Alberico Gentili, y Vallarta internacionalista.